# 共产主义者网络
共产主义者网络（義大利語：Rete dei Comunisti，缩写为RdC）是意大利的一个共产主义组织。1998年9月13日，该组织成立于博洛尼亚，由几个地方性的共产主义组织合并而成。2000年5月，该组织与争取共产主义者联盟运动等左翼组织联合成立“共产主义协调”；但2001年共产主义协调便解散，该组织恢复独立状态。该组织办有在线刊物《对策》。目前，该组织是左翼政党联盟权力归人民的成员。该组织曾派代表出席国际共产主义研讨会。